# Bursoplophora bivaginata
Bursoplophora bivaginata är en kvalsterart som först beskrevs av Grandjean 1932.  Bursoplophora bivaginata ingår i släktet Bursoplophora och familjen Protoplophoridae. Inga underarter finns listade.